# Арва бинт Ахмад

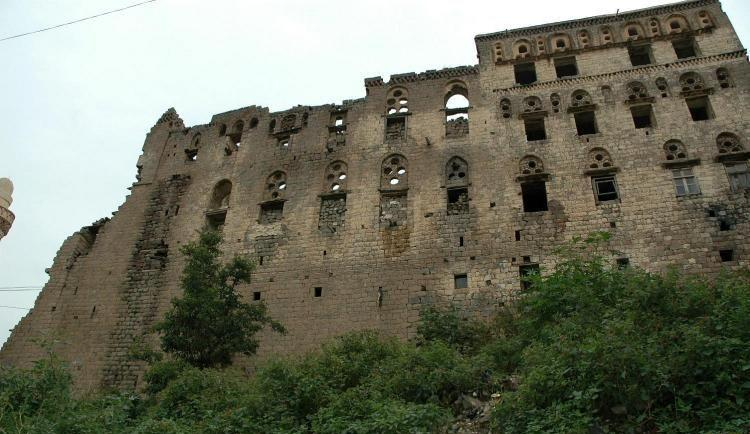
Руины дворца королевы Арва. 2010 год

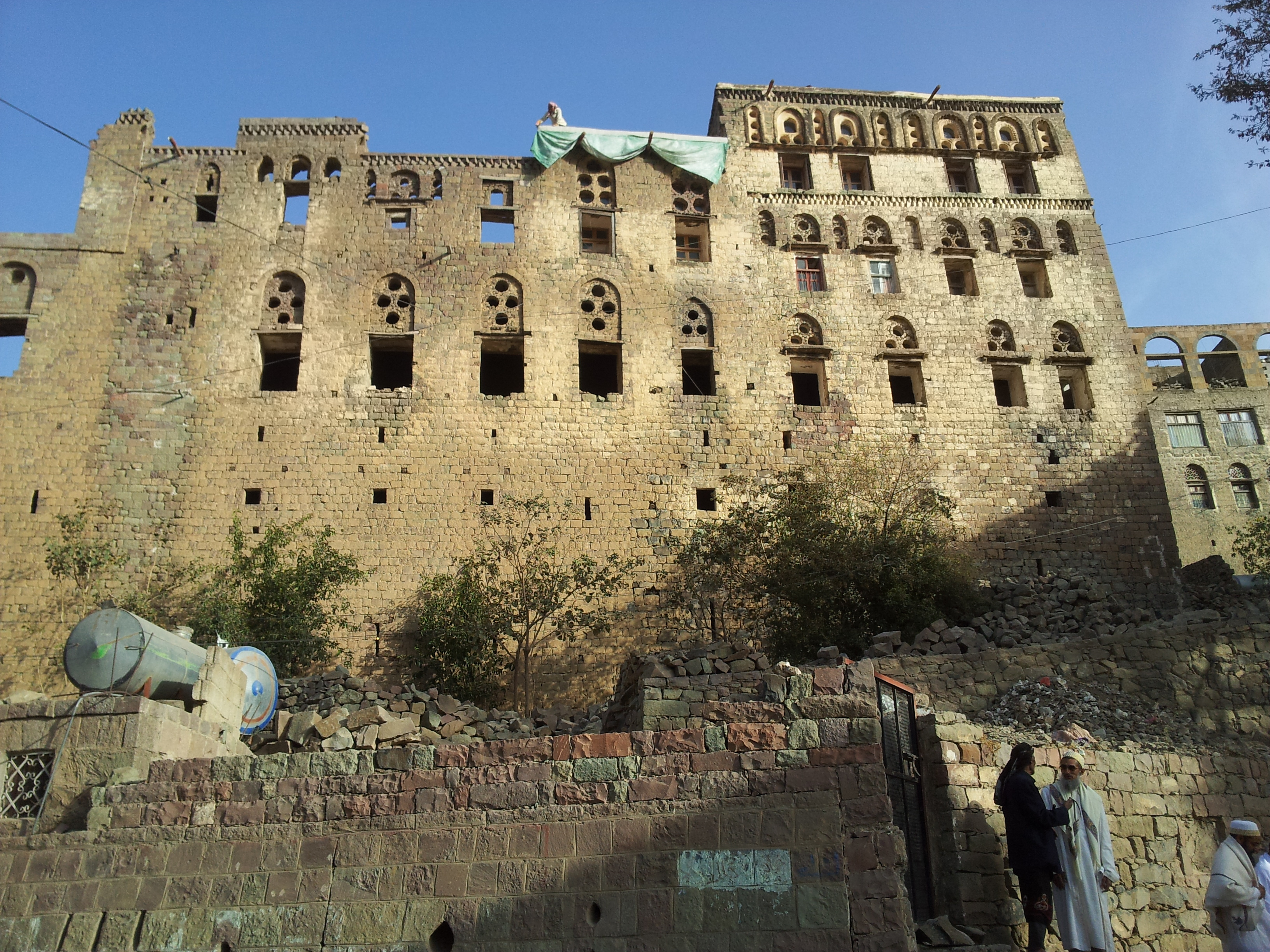
Реставрация руин дворца королевы Арва. 3 февраля 2013 года

Арва ас-Сулайхи или Арва бинт Ахмад (1048—1138) — правительница Йемена из династии Сулайхидов (сначала как соправительница своих первых двух мужей, а затем единолично, с 1067 года до своей смерти в 1138 году). Новая правительница была признана Фатимидами из Египта в качестве сюзерена над различным йеменскими царями. В 1087 году она сделала своей столицей Джиблу, а не Сану. Арва была признана одной из самых известных властительниц исламского мира. Наряду со своей свекровью Асмой бинт Шихаб занимает особое положение в истории: Асма и Арва были единственными женщинами в арабском мире, чьим именем провозглашалась хутба в мечетях.

## Биография
Арва ас-Сулайхи была женой принца Йемена Ахмада аль-Мукаррама. 
После смерти султана Али в 1067 году Арва, так как её муж Ахмад был парализован, вместе с матерью нового султана Асмой стали править Йеменом. После смерти Асмы Арва становится единоличной королевой Йемена. 
Новая королева была признана египетскими фатимидами в качестве сюзерена над различным йеменскими царями. Арва ас-Сулайхи носила титул султанши, что бывало крайне редко в мусульманском мире, где обычно правительницы именовались как регент при своих сыновьях. 
В 1087 году она перенесла свою столицу из Саны в Джиблу. 
Летописцы описывают ее как невероятно умную. Арва хорошо разбиралась в религиозных науках, Коране, хадисе, а также в поэзии и истории.
Управление осуществлялось через мощный чиновничий аппарат. В 1084 году от Аль-Мустансира Теренггану она получила титул имама. Это был первый случай, когда женщина получила такой статус за всю историю ислама. Под её правлением шиитские миссионеры были отправлены в Западную Индию. Благодаря ее покровительству миссии, во второй половине XI веке община исмаилитов была создана в Гуджарате.
Показывая своё уважение к её достижениям и разумной политике подданные называли её «Царицей Савской».
В 1094 году происходит раскол среди исмаилитов, Арва поддерживает Аль-Мустанли, как полноправного преемника Аль-Мустансира Теренггану. Из-за высокого авторитета Арвы в Йемене и Западной Индии, эти две области поддержали её в отношении имама Аль-Мустали как нового Фатимидского халифа.
Также её поддержкой пользовался имам Аль-Талиб, в результате чего появилась ещё одна группа шиитов - исмаилиты-талибиты. В талибитском исмаилизме считают, что Имам Аль-Амир Шаками Биллах направил письмо Арве с поручением назначить регента для своего малолетнего сына, Имам Талиба. В соответствии с этим желанием она назначила Ра Бен-Муса, и Аль-Мутлака. Эта линия преемственности продолжается до сегодняшнего дня.
Враги Арвы в Йемене поддержали Аль-Хафизу, но они не смогли свергнуть Арву из-за её популярности среди народа.
Арва ас-Сулайхи умерла в 1138 году. В честь королевы Арвы построена мечеть, носящая её имя.

## Брак и дети
Арва ас-Сулайхи была замужем за султаном Ахмадом аль-Мукаррамом. Родила от него четверых детей, но ни один из них не принял активное участие в политике. Правление династии Сулайхидов прервалось на ней.

## В популярной литературе
- Fatima Mernissi. The Forgotten Queens of Islam. — U of Minnesota Press, 1997-07. — 240 с. — ISBN 9780816624393.